# Arujá
Arujá es un municipio brasileño del estado de São Paulo. Su población es de 74 413 habitantes (IBGE 2010) y su superficie de 97,448 km², lo que da una densidad demográfica de 767,77 hab/km².
Sus límites son Santa Isabel al norte, Mogi das Cruzes al este, Itaquaquecetuba al sur y Guarulhos al oeste.
Arujá del población 2010 74.413:
Urbana:61.916
Rural:12.317
Hombres:32.012
Mujeres:33.102
- Datos: Q1750250
- Multimedia: Arujá / Q1750250